# Leptonema affine
Leptonema affine är en nattsländeart som beskrevs av Georg Ulmer 1905. Leptonema affine ingår i släktet Leptonema och familjen ryssjenattsländor. Inga underarter finns listade i Catalogue of Life.